# 格倫河 (普肖爾河支流)
格倫河（烏克蘭語：Грунь），是烏克蘭的河流，位於該國東北部蘇梅州和波爾塔瓦州，屬於普肖爾河的右支流，發源自帕夫倫科韋東北面，河口處在哈佳奇以東，河道全長85公里，流域面積1,090平方公里。